# Alfstarz
Alfstarz var ett dansband från Ronneby i Sverige.

## Diskografi

### Singlar
- Jag är på väg/Vem - 1988[2]
- Barfota i regn/Amors pilar (Little Arrows) - 1989[3]
- San Martinique/Ge inte upp - 1989[4]
- Bang en boomerang/Tack för ni kom (Dein Herz wird mich versteh'n) - 1991[5]

## Melodier på Svensktoppen
- Natten tänder ljus på himlen - 1986[6]-1987[7]

### Fotnoter
1. ↑  ”Alfstarz”. Svenska dansband. 26 februari 1988. Arkiverad från originalet den 24 september 2015. https://web.archive.org/web/20150924112212/http://www.svenskadansband.se/img7365.search.htm. Läst 14 augusti 2013.
2. ↑  ”fonogram  Jag är på väg ; Vem / Alfstarz”. Svensk mediedatabas. 26 februari 1988. http://smdb.kb.se/catalog/id/001473462. Läst 14 augusti 2013.
3. ↑  ”fonogram  Barfota i regn ; Amors pilar / Alfstarz”. Svensk mediedatabas. 26 februari 1989. http://smdb.kb.se/catalog/id/001473650. Läst 14 augusti 2013.
4. ↑  ”fonogram  San Martinique ; Ge inte upp / Alfstarz”. Svensk mediedatabas. 26 februari 1989. http://smdb.kb.se/catalog/id/001474035. Läst 14 augusti 2013.
5. ↑  ”fonogram  Bang en boomerang ; Tack för ni kom / Alfstarz”. Svensk mediedatabas. 26 februari 1989. http://smdb.kb.se/catalog/id/001475585. Läst 14 augusti 2013.
6. ↑  ”Svensktoppen”. Sveriges Radio. 26 februari 1986. http://sverigesradio.se/Diverse/AppData/Isidor/files/2023/3482.txt. Läst 14 augusti 2013.
7. ↑  ”Svensktoppen”. Sveriges Radio. 26 februari 1987. http://sverigesradio.se/Diverse/AppData/Isidor/files/2023/3483.txt. Läst 14 augusti 2013.